# Brown Eyed Girls
Brown Eyed Girls (hangul: 브라운 아이드 걸스, romanizado: beuraun aideu geolseu; japonês: ブラウン·アイド·ガールズ), muitas vezes abreviado como BEG, BG ou 브아걸 (beu a geol) é um grupo feminino sul-coreano gerido pela Mystic Entertainment. O grupo é formado por quatro membros: JeA, Miryo, Narsha e Gain. Eles debutaram como um grupo vocal R&B/Ballad com "Come Closer (다가와서)" em 2006 e desde então se desafiaram com uma notável variedade de diferentes gêneros musicais.
Elas se popularizaram em 2008 com 'Love', a retrô "How Come", e cimentaram sua posição no mundo K-pop em 2009 com "Abracadabra", com seu gênero baseado em eletrônica, pioneiro (embora controverso). conceito, juntamente com a sua dança icônica e agora mundialmente reconhecida intitulada "The Arrogant Dance (Ar 춤)" - enraizando-se com sucesso na cultura popular moderna.
O grupo iniciou seu empreendimento no mercado de música japonesa com o lançamento de uma versão japonesa de seu bem-sucedido terceiro álbum coreano, Sound-G, no final de 2010, com promoções completas sendo realizadas no início de 2011 pela Sony Music Japan, onde eles ganharam sucesso moderado. Eles retornaram à Coreia do Sul no final de 2011, para obter mais sucesso e aclamação da crítica com seu 4º álbum e a faixa-título 'Sixth Sense'. Além de promover como um grupo, todos os membros lançaram álbuns solo. Além das atividades com o Brown Eyed Girls, todas as integrantes do grupo possuem lançamentos solos e atividades individuais. Em 2018, no site da SMTown foi mostrado uma foto do grupo, que se tornou oficialmente parte da SM Entertainment, com a compra de sua empresa atual, sendo ela Mystic Entertainment.

## História

### Debut 2006-2007:"Your History" & "Leave Kim"
A líder do grupo, JeA, era a responsável pela criação do grupo e estava ativamente envolvida na seleção dos outros membros, escolhendo Miryo, que era conhecida como uma grande rapper feminina da comunidade hip-hop, tendo trabalhado anteriormente com outros colegas. Rappers, como Gil Seong-joon de Leessang a principal rapper feminina do conhecido grupo de hip-hop Honey Family. Narsha foi escolhida quando JeA se lembrou dela como uma "talentosa cantora" de seus tempos de colégio, e Gain foi selecionada pelos três membros depois que ela foi eliminada de "Battle Shin Hwa". De acordo com Ga-in, ela estava chorando no banheiro depois de falhar na audição, foi encontrada pelo compositor Ahn Jeong Hoon, e, em seguida, foi escolhida através da audição na empresa Brown Eyed Girls. A cantora Yoari treinou com o grupo até 2006, quando foi decidido que ela seria a vocalista do Sprinkler. Os quatro membros realizaram vários shows de tamanho pequeno, e na verdade era conhecido como "Crescendo" antes de estrear oficialmente como "Brown Eyed Girls". [5]
Depois de mais de 3 anos de treinamento cantando e realizando vários shows de tamanho pequeno, o Brown Eyed Girls lançou seu primeiro álbum "Your Story" na Coreia do Sul em 2 de março de 2006, com a faixa "Come Closer" como single. Estreando como um "grupo sem rosto", eles não apareceram em nenhuma mídia visual e optaram por não aparecer em seu próprio videoclipe. O álbum foi bem recebido pelos críticos, mas não se saiu tão bem quanto o esperado comercialmente. O álbum foi mais tarde relançado para incluir "Hold the Line" (que mostra "Push The Button", da banda britânica Sugababes, e "Technologic", do Daft Punk). Essa música se tornou um sucesso, aumentando ainda mais a popularidade da banda. "Hold the Line" foi divulgado em todo o mundo porque foi incluído na lista de músicas do jogo Pump it Up.
Depois de um curto intervalo, o grupo voltou ao estúdio para trabalhar em seu segundo álbum, Leave Kim (떠나라 미스 김), que incluiu a faixa título de R&B "You Got Me Fooled" (너 에게 속았다). Os singles subsequentes foram "Oasis (오아시스)" com Lee Jae Hoon e "It's Mine" (It's 꺼야), uma colaboração com o grupo SeeYa.
Durante o intervalo entre o álbum de estreia e o segundo álbum, o Brown Eyed Girls lançou seu primeiro single digital intitulado "I am a Summer" (I 여름 이다), que mais tarde foi incluído em seu segundo LP.
Os dois primeiros álbuns continham baladas típicas de R & B que eram muito populares na cena K-pop. No entanto, o sucesso comercial foi relativamente maior em dois singles entre o primeiro e segundo álbuns. Além disso, o segundo álbum contendo "You Got Me Fooled (너 에게 속았다)" foi lançado quase ao mesmo tempo que "Tell Me" de Wonder Girls, que recebeu um sucesso nacional na Coreia. Portanto, seu segundo álbum foi mais uma vez uma decepção comercial. Ao mesmo tempo, a cena geral do K-pop estava mudando de baladas R&B para dance music.

### 2008:With Love& My Stile - Mini-álbuns
Em janeiro de 2008, Brown Eyed Girls voltou com seu primeiro mini-álbum "With Love". Seu single, "Love", foi uma saída do som do Brown Eyed Girls que as pessoas tinham conhecido mas se tornou um sucesso instantâneo e Brown Eyed Girls teve sua primeira música número 1 e também uma das canções de sucesso no primeiro semestre de 2008. "Love Action" foi o segundo single do mini-álbum. With Love também marcou o segundo álbum digital do grupo (depois de "I am a Summer"), embora tenha sido lançado em formato convencional de CD também. Após o lançamento de seu primeiro mini-álbum, eles conseguiram alcançar o sucesso comercial. "Love" foi composto por Saint-Binary e Min Soo Lee (Ou Lee Min Soo).
Buscando fortalecer seu sucesso, a Brown Eyed Girls voltou em setembro e lançou seu segundo mini-álbum "My Stile". A música título "How Come" é uma música de dança estilo retro que se tornou uma tendência popular.

### 2009-2010: SOUND G, estreia japonesa e atividades solo
m 20 de julho, 2009, Brown Eyed Girls lançou seu terceiro álbum de estúdio, o disco duplo de Sound G. Apesar de "Candy Man" ter sido a primeira música revelada no álbum, o primeiro single fortemente promovido foi "Abracadabra", composto por Jin Woo e Min Soo Lee. Ele compôs a primeira parte do "Abracadabra" e tentou compor a parte do refrão. No entanto, ele não conseguia pensar em uma boa ideia para fazer a parte do refrão. Portanto, Min Soo Lee, que trabalhou com o Brown Eyed Girls anteriormente, ajudou e compôs o refrão de "Abracadabra".
O lançamento deste álbum também viu uma mudança na imagem do grupo, enquanto os membros redefiniam-se como garotas independentes e maduras da cidade. 
Mais tarde, o grupo revelou uma versão re-embalada do álbum intitulado Sign, que incluiu um novo single, "Sign", junto com "Drunk on Sleep" e um remix de seu hit anterior "Abracadabra". O álbum reempacotado foi lançado junto com o videoclipe de "Sign". O videoclipe causou polêmica por causa de seu conteúdo: contou com cenas de violência e morte, incluindo os membros do grupo se afogando em tanques de água. "Sign" alcançou certo sucesso, mas não igualou o sucesso do single anterior de "Abracadabra".
O quarteto está se preparando para sua estreia no Japão desde que assinou com a gravadora Sony Music Japan International. Em agosto de 2010, o grupo relançou
Após o sucesso do álbum, os membros se concentraram mais em suas atividades individuais, fazendo malabarismos com seus horários no exterior. Em julho, Narsha lançou seu primeiro álbum solo ' NARSHA ' para alcançar certo sucesso,  Em agosto, JeA colaborou com Rattpoom, um cantor tailandês, em sua música 'Face to Face'. No final de outubro, Gain também começou suas atividades solo através de seu álbum de estreia, o Step 2/4, com uma forte interpolação do tango music, apresentando 'Irreversible' como a faixa-título. Em 31 de outubro, ela agarrou sua primeira vitória (canção Mutizen) no Inkigayo. Em dezembro, JeA trabalhou em seu single "Because You Sting", com GO
Além disso, eles também se tornaram parte de programas populares de variedades e sitcom. Ga-in apareceu no We Got Married com Jo Kwon, da 2AM, a partir de setembro de 2009. O casal era muito popular na Coreia e ainda é um dos casais virtuais mais reconhecidos no país. Lamentavelmente, seu casamento virtual chegou ao fim depois de 15 meses em janeiro de 2011. Ela estreou como atriz na série diária da MBC, 'All My Love'. Ela era a protagonista feminina 'Gaumji'. No entanto, devido ao cronograma de conflito, suas filmagens em sitcom terminaram em maio de 2011. Narsha apareceu em(também conhecida como G7) desde outubro de 2009. Ela é conhecida no programa como "Sung In Dol" (ídolo Adulto) devido a sua diferença de idade com outros membros e suas reações engraçadas, mas impertinentes no show. Ela também foi uma das integrantes do elenco fixo no programa de variedades da SBS, 'Heroes'. Em abril de 2010, ela participou de "Pump up the Volume" no site da KBS Cool FM. Devido às promoções no exterior de Brown Eyed Girls, Narsha decidiu deixar o programa, com sua última transmissão em 28 de dezembro de 2010. 
O grupo terminou com sucesso o ano com um show intitulado "Hot Winter Party", realizado no Ax-Korea Hall em Seul.

### 2011: Promoções japonesas e retorno à Coreia comSixth Sense
Em 17 de janeiro, o videoclipe japonês de "Sign" foi lançado.  Seu conteúdo é completamente diferente da versão coreana original da música, já que a nova versão se concentra na coreografia enquanto a versão original não apresenta nenhuma. O grupo iniciou suas promoções no Japão no início de 2011. 
As garotas originalmente planejaram realizar um show no Japão em abril, mas devido ao terremoto de Tohoku em março, o show foi adiado para setembro. O primeiro concerto japonês da banda no CC Lemon Hall em Shibuya aconteceu em 12 de setembro. Lá, eles revelaram uma de suas canções em seu quarto álbum An Inconvenient Truth, que foi composto por JeA e KZ. 
Em 6 de setembro, a Nega Network lançou uma data oficial de retorno, marcando o fim de seu hiato de dois anos. O grupo deve lançar um single em 16 de setembro intitulado "Hot Shot", seguido por seu quarto álbum e videoclipe "Sixth Sense" em 23 de setembro. 
O conceito deste álbum é “Resistência à liberdade de expressão através da música através do sexto sentido”. Representantes de sua agência, Nega Network, explicaram:
Este álbum não se concentra apenas em seu canto e performance. Os membros esperam transmitir seus pensamentos ao público através da música. Sua faixa título é uma expressão das limitações de experimentar música com apenas cinco sentidos, e pede às pessoas que sintam com seu sexto sentido. A música em si é muito livre em grande estilo. 
Elas iniciaram oficialmente seu ciclo promocional com uma apresentação em dupla apresentação de "Hot Shot" e "Sixth Sense" em 24 de setembro no Music Core. [20] e pegou o primeiro lugar em M!Countdown a e Inkigayo. Eles também quebraram o azar de cair depois de um “grande sucesso” ao conquistarem sua famosa música Abracadabra, recebendo vendas digitais mais altas para o Sixth Sense. Elas concluíram suas promoções do "Sixth Sense" depois de um mês, mas foi imediatamente seguido pelo lançamento de um repackage de seu quarto álbum de estúdio.
Em 4 de novembro, o álbum de reempacotamento foi lançado. Eles acompanharam as promoções com a balada "Cleansing Cream". Eles concluíram oficialmente suas atividades promocionais em 18 de novembro com uma apresentação final no "Music Bank" da KBS. 

### 2012: Atividades individuais, single digital e Tonight 37.2 ° C
Os membros se ramificaram para atividades solo novamente. Começando com Miryo, lançando seu álbum solo, Miryo aka JOHONEY, em 1º de fevereiro. Ela teve um começo difícil com duas das músicas de seu álbum proibidas nas emissoras de rádio. Nomeadamente, “Revenger”, que de acordo com funcionários da SBS tem letras representando violência  e a faixa-título “Dirty” para a letra da música, contendo a palavra “cross-eyed” que pode ser interpretada como um termo pejorativo para os deficientes, forçando Miryo a mudar as letras para poder se apresentar em shows de música. 
Na TV, Narsha estreou como atriz com o drama da MBC "Light and Shadow", interpretando o papel de um aspirante a cantor Lee Jung Ja e seguido por Ooh La La Couple como uma deusa. Os outros membros participaram de programas de realidade. Gain tornou-se CEO de uma empresa de relações públicas chamada 'Mental Breakdown' especialmente para o show, "OnStyle's Launch My Life - Ga In's Fashion King". Enquanto Miryo foi incluída no programa de hip-hop da Mnet Show me the Money, colaborando com um rapper novato para competir contra outros concorrentes pelo primeiro lugar. JeA também se tornou um membro fixo de Immortal Songs 2, mas ela mais tarde deixou o show devido a suas promoções de álbuns solo e foi substituída por Narsha, que mais tarde deixou o show também devido ao seu musical "
Em 17 de julho, o BEG lançou seu single digital "The Original" do gênero soul híbrido - o gênero com o qual as garotas debutaram originalmente. Tem duas faixas Venha comigo e a faixa-título “Sonho de Uma Noite de Verão” significou ser um presente para os fãs que ainda estão apoiando o grupo, apesar de não estarem ativos no momento. Foi produzido e composto por JeA. Nenhuma atividade promocional foi realizada.
Gain deixou seu segundo mini-álbum em 5 de outubro "Talk About S" com a faixa-título Bloom. A faixa-título e ganhou o primeiro lugar em M!Countdown. JeA também pré-lançou a faixa "Let's Hug" em 28 de dezembro de seu próximo álbum solo.
Antes do final do ano, os fãs de Brown Eyed Girls finalmente puderam ver os quatro membros juntos no palco juntos novamente para o show de 19 anos de 'Tonight 37.2 ° C'.

### 2013:Black Boxe sub-unidade M&N
Membro JeA começou o ano lançando seu álbum solo "Just JeA", mostrando sua proeza como vocalista e também produtora. Gain também surpreendeu a todos ao lançar um álbum de dueto em 7 de abril com o companheiro de gravadora Cho Hyung Woo, intitulado "Romantic Spring". O álbum contém músicas de amor bonitas e bonitas que se encaixam perfeitamente na temporada. 
Em 4 de julho, uma imagem teaser foi lançada via Facebook e Twitter para o tão esperado retorno de Brown Eyed Girls. 09 de julho marcou o lançamento de um single digital: "Recipe (레시피)". A renomada produtora de hip-hop coreana, Primary, produziu a faixa "Recipe", que serviu de pré-lançamento para o próximo álbum, com Miryo e Choiza da Dynamic Duo escrevendo as letras da música. Após a recepção positiva de seu single digital do público, eles continuaram lançando seu quinto álbum de estúdio, Black Box, em 29 de julho, com "KILL BILL" sendo anunciado como a faixa-título, sendo composta por Lee Gyu Hyun e membro JeA.
O teaser do videoclipe de "KILL BILL" foi lançado em 25 de julho, com o videoclipe sendo revelado mais tarde, em 28 de julho, seguido por uma versão especial de dança no dia 2 de agosto. Eles tocaram em SBS ' Inkigayo em 28 de julho, como o ato de abertura do episódio, apresentando um single de pré-lançamento "Recipe (레시피)" antes da faixa título do álbum mais tarde no show. Eles continuaram suas promoções para o álbum ao longo de vários programas de música (com exceção dos programas de run- KBS por razões não divulgadas) até 25 de agosto, onde os levaram ao fim.
O membro mais jovem Gain também revelou em uma entrevista que ela lançará outro álbum solo após as promoções do Kill Bill. Em outubro de 2013, o Ga-In também invadiu a cena do CPOP, apresentando no videoclipe de Show Lo para "The 投 羅 網 (Elenco da Rede de Amor)."
Em 4 de novembro, várias fontes no campo do entretenimento revelaram que Miryo e Narsha estarão formando uma sub-unidade e planejam lançar músicas para a unidade em meados de novembro. Embora os membros do Brown Eyed Girls tenham sido bem conhecidos por se aventurarem em atividades solo, esta é a primeira vez em que dois membros estarão trabalhando juntos como um time.

### 2014: álbum de compilação Special Moments
O final de janeiro de 2014, Gain foi revelado para estar retornando com seu terceiro mini-álbum Truth or Dare em 6 de fevereiro, lançando uma imagem de teaser junto com as notícias. Em 22 de janeiro, ela lançou um teaser "misterioso e sexy" ainda cortado de sua faixa de pré-lançamento 'Fxxk U'. Mais tarde ela lançou um teaser controverso para a canção mostrando dois silhouttes atrás de uma cortina de chuveiro e Gain dizendo "Fuck you".  Informações divulgadas com o teaser disseram que a música contaria com o cantor Bumkey e seria "simples, mas melodiosa" e apresentaria um violão clássico.
A música e o videoclipe foram lançados em 27 de janeiro. O videoclipe retratou Gain e o ator Joo Ji Hoon em um relacionamento fisicamente e emocionalmente abusivo. A canção foi criada pelo letrista Kim Eana e pelo compositor Lee Minsoo (que também trabalhou com Gain em seu single solo anterior, "Bloom"). A música-título "Truth or Dare" lida com o tema dos rumores e seu efeito sobre as celebridades e sua vida.
Em 6 de agosto foi anunciado que o grupo lançaria um álbum de "grandes sucessos" intitulado Special Moments, com várias músicas da carreira de oito anos do grupo, bem como uma nova faixa "Hush", que serviria como faixa título. para o álbum. Special Moments tem um formato de dois discos, com o primeiro disco apresentando os singles principais e faixas promocionais do grupo, e o segundo disco focando principalmente em suas faixas de baladas. O álbum foi lançado em 11 de agosto de 2014.

### 2015: Partida da Rede Nega, contrato com a Mystic Entertainment and Basic
Em 4 de setembro de 2015, os membros JeA, Narsha e Miryo se tornaram agentes livres após decidirem não renovar seus contratos com a Nega Network. De acordo com uma fonte oficial da música, os três membros ainda não escolheram uma nova agência. No entanto, apesar de não estarem mais sob contrato com a Nega Network, a Brown Eyed Girls lançará um álbum no final de setembro até o início de outubro. Não se sabe se eles seguirão as atividades de transmissão como um grupo para promovê-lo.
Em 1º de outubro de 2015, todos os membros assinaram com a Mystic Entertainment . 
Em 26 de outubro, a Mystic divulgou o primeiro lote de imagens teaser através da conta oficial do Twitter do BEG. Cada menina foi mostrada posando em uma paisagem desértica, enquanto o conceito deu um sentimento futurista e de ficção científica.  Simultaneamente, eles anunciaram a data de lançamento de seu próximo 6º álbum de estúdio, que foi em 5 de novembro à meia-noite. Outro lote de imagens promocionais foi lançado um dia depois, no dia 27 de outubro. A lista de faixas foi lançada em 28 de outubro e revelou dez novas faixas, com Brave New World (신세계) sendo a faixa-título e Warm Hole (웜홀) a segunda faixa-título. Além disso, Jea e Miryo participaram da redação e compuseram várias músicas do álbum. A faixa-título Brave New World é escrita por Kim Eana e composta por Lee Minsoo, que também trabalhou juntos em músicas anteriores do Brown Eyed Girls.
O grupo apareceu no aplicativo popular de smartphone V App no dia 29, onde eles afirmaram que o Brave New World era uma música pesada de coreografia, não podendo revelar mais informações sobre o álbum. Durante os próximos dias, eles revelaram vídeos teaser para faixas sem título, como Ice Cream Time, Obsession e Wave. Os vídeos teaser para as duas faixas-título Warm Hole  e Brave New World foram os últimos a serem liberados. As garotas realizaram seu primeiro showcase de suas carreiras chamado 'Comeback to the Basic' em 4 de novembro, onde também tocaram a pista de atletismo Ice Cream Time. A maknae Gain revelou durante o showcase que participou da coreografia de Warm Hole e Brave New World, além de formar o conceito de seu sexto álbum.
O álbum e o videoclipe de Brave New World foram lançados no mesmo dia.  A referência ao romance Brave New World, de Aldous Huxley, tornou-se óbvia, embora o tema do videoclipe e da música não se refira ao desencorajamento do pensamento crítico, da abundância de bens materiais e de outros enredos como o romance faz. No entanto, o tema futurista foi escolhido através do tempo viajando no vídeo da música, bem como a ideia de um estado distópico através das letras.
O MV de Warm Hole foi lançado em 5 de novembro  e provocou uma controvérsia devido às pesadas letras sexuais e referências no MV ao órgão reprodutor feminino.  Mas eles ainda tocaram Warm Hole no dia 5 de novembro no M! Countdown, assim como no dia 6 no Music Bank.

### 2016: 10º aniversário, casamento de Narsha e Re_Vive
Em 2016, foi relatado que Brown Eyed Girls e o primeiro grupo de meninas a completar 10 anos com a formação original,algo até então inédito no k-pop. Para o seu 10º aniversário, o grupo realizou um show especial com Kero One e KRNFX em 18 de março em Los Angeles.
Em outubro de 2016, Narsha se casou com com o Hwang Tae-kyung.
Em 2018, a SM Entertainment anunciou a Mystic Entertainment, sendo que o grupo foi absorvido pela SM com esta compra.
Em 2019, o grupo retornou as atividades com o lançamento do álbum "Re_Vive" que é composto de 10 regravações de hits do k-pop que foram originalmente gravados por outros grupos.

## Outros esforços musicais
Os membros do grupo também foram apresentados em várias trilhas sonoras de diversos doramas sul-coreanos, incluindo The Vineyard Man, Rainha dos Jogos (독한 사랑), Dae Jo Yeong (대조영), O Reino dos Ventos (다애), a versão coreana de My Fair Lady, e os caçadores de escravos (Stray Child).
JeA também participou de canções OST antes mesmo da estreia de Brown Eyed Girls.
Além disso, Miryo e JeA colaboraram para o single "Love Is...", lançado em maio de 2010.
Eles colaboraram com 4Minute em 2010 em uma das musicas de incentivo da seleção coreana na Copa do Mundo FIFA de 2010.
Ga-in também participou do "Project 4Tomorrow" com Seung Yeon(Ex-KARA), UEE(EX-AFTER SCHOOL), e Hyuna(Ex-4MINUTE) .
Ela também lançou o single digital "We Fell in Love" (We 사랑 하게 됐어요), composto por JeA, com seu parceiro de equipe no programa We Got Married, Jo Kwon . A música foi chegou ao primeiro lugar em diversas paradas do pais em 2010.
Em 2011, Miryo gravou junto de Sunny do Girls 'Generation  o single "사랑해 사랑해 (Eu te amo, eu te amo)", a música foi lançada no mesmo ano.
Gain colaborou com Park Jin-young na música "Someone Else" um pouco antes de seu retorno. O videoclipe e a música completa foram pré-lançados em abril de 2012.

### Influência de Brown Eyed Girls em PSY
Em 13 de abril de 2013, o artista de hip hop PSY lançou um videoclipe para seu single " Gentleman ", que contou com movimentos de dança apresentados pelo grupo no hit single Abracadabra,bem como a participação de Gain no clipe.

### Integrantes
- JeA (hangul: 제아), nascida Kim Hyo Jin (hangul: 김효진) em 1 de setembro de 1981 (43 anos) em Seul, Coreia do Sul.
- Miryo (hangul: 미료), nascida Cho Mi Hye (hangul: 조미혜) em 2 de novembro de 1981 (43 anos) em Seul, Coreia do Sul.
- Narsha (hangul: 나르샤), nascida Park Hyo Jin (hangul: 박효진) em 28 de dezembro de 1981 (43 anos) em Seul, Coreia do Sul.
- Gain (hangul: 가인), nascida Son Ga In (hangul: 손가인) em 20 de setembro de 1987 (37 anos) em Seul, Coreia do Sul.

## Discografia

### Álbuns de estúdio
| Ano  | Detalhes do álbum | Lista de faixas |
| ---- | --- | --- |
| 2006 | Your Story - Lançado em: 9 de março de 2006 - Formato: CD - Gravadora: CJ Music                                           | Lista de faixas 1. 세컨드(second) 2. 다가와서 3. Far away (feat. MC 몽) 4. 끈 5. Every Body (feat. Big Tone) 6. 잊어가잖아 7. 오늘은 그대와 하늘 위로 (feat. Bobby Kim) 8. 넌 누굴 사랑하니? 9. 1.2.3.4 10. 혼잣말 11. 네가 오는 날 12. Watch Out 13. 묻지 못한 이야기 14. 이제야 비로소 사랑을 말할 수 있다 15. Timing |
| 2006 | Your Story Special Repackage - Lançado em: 30 de agosto de 2006 - Formato: CD - Gravadora: CJ Music                       | Lista de faixas CD 1 1. Second 2. 다가와서 3. Far away (feat. Mc Mong) 4. 끈 5. Every body 6. 잊어가잖아 7. 오늘은 그대와 하늘 위로 (feat. 바비킴) 8. 넌 누굴 사랑하니? 9. 1.2.3.4 10. 혼잣말 11. 니가 오는 날 12. Watch Out 13. 묻지 못한 이야기 14. 이제야 비로소 사랑을 말할 수 있다 15. Timing CD 2 1. Hold The Line - feat. 조PD 2. Second (versão Rock Remix) 3. Second (versão Hip-Hop) 4. Hold The Line (Inst.) 5. Second (Inst.) |
| 2007 | Leave Ms. Kim (em coreano: "떠나라 미스김") - Lançado em: 6 de setembro de 2007 - Formato: CD - Gravadora: Seoul Records  | Lista de faixas 1. 남자는 없다 (feat. 영지) 2. 내가 웃고 있어요 (가인) 3. 떠나라 미스김 4. 술래 5. 너에게 속았다 6. 하필이면 7. 오아시스 (feat. 이재훈) 8. 눈부시게 좋은 날 9. Triangle 10. 최면 11. 내꺼야 12. How Could I Love You 13. 술래 (música de fundo) 14. 떠나라 미스김 (música de fundo) |
| 2009 | Sound G. - Lançado em: 20 de julho de 2009 - Formato: CD, download digital - Gravadora: Mnet                              | Lista de faixas CD 1 1. Glam Girl 2. Abracadabra 3. 중독 4. Candy Man 5. Moody Night 6. 이상한 일 7. 못 가 8. 여자가 있어도 9. 잘할게요 10. Abracadabra [Instrumental] 11. Candy Man [Instrumental] 12. 잘할게요 [Instrumental] CD 2 1. DJ Cloud Translates L.O.V.E - (Cloud Remix) 2. Haihm Translates SECOND - (Haihm Rebuild) 3. East4a Translates YOU - (East4a Soulsome Mix) 4. Hitchhiker Translates 어쩌다 - (Hitchhiker(Jinu) Dynamic Mix) 5. Saintbinary Translates HOLD THE LINE - (Saintbinary Sweet Purple Remix) 6. Junjaman Translates MY STYLE - (Junjaman Wet Dream Remix) 7. Fraktal Translates OASIS - (Fraktal Desert Is Land Mix) |
| 2011 | Sixth Sense - Lançado em: 23 de setembro de 2011 - Formato: CD, download digital - Gravadora: Nega Network                | Lista de faixas 1. Swing It Shorty (Intro) 2. Sixth Sense 3. Hot Shot 4. La Boheme 5. The Ugly Truth (불편한 진실) 6. Lovemotion 7. Countdown (Interlude) 8. Vendetta 9. Sixth Sense (Inst.) |
| 2013 | Black Box - Lançado em: 29 de julho de 2013 - Formato: CD, download digital - Gravadora: Nega Network                     | Lista de faixas 1. After Club 2. 날아갈래(I Want To Fly) 3. Kill Bill 4. Boy 5. Satisfaction 6. Mystery Survivor 7. 거짓말이야(He's Lying) 8. 레시피(Recipe) 9. Good Fellas |
| 2015 | Basic - Lançado em: 5 de novembro de 2015 - Formato: CD, download digital - Gravadora: APOP Entertainment                 | Lista de faixas 1. Time Of Ice Cream 2. Warm Hole 3. Wave 4. Brave New World 5. Obsession 6. Higgs 7. Light (Miryo e Jea) 8. Atomic 9. Dice Play 10. Fractal |
| 2019 | Re_vive - Lançado em: 25 de outubro de 2019 - Formato: CD, download digital - Gravadora: APOP Entertainment, Mystic Story | Lista de faixas 1. A Common Love Story 2. Abandoned 3. Wonder Woman 4. Sorrow 5. Goodbye with a Smile 6. Love Only 7. Love Like a Spring Rain, Farewell Like a Winter Rain 8. The Sky 9. Invitation 10. The Letter |

### Extended plays
| Ano  | Detalhes do álbum                                                                                        | Lista de faixas |
| ---- | --- | --- |
| 2008 | With Love - Lançado em: 17 de janeiro de 2008 - Formato: CD, download digital - Gravadora: Seoul Records | Lista de faixas 1. Love Action (feat. 조PD) 2. L.O.V.E 3. 이별편지 4. Love Action (Rap por 미료) 5. Love Action (Instrumental) 6. L.O.V.E (Instrumental) 7. 이별편지 (Instrumental) |
| 2008 | My Style - Lançado em: 18 de setembro de 2008 - Formato: CD, download digital - Gravadora: Mnet          | Lista de faixas 1. You 2. 어쩌다 3. 겨우 4. 다시는 사랑 안할래 5. 어쩌다 (Instrumental) 6. 다시는 사랑 안할래 (Instrumental)                                                        |
| 2009 | Sound G. Sign (recompactado) - Lançado em: 2 de novembro de 2009 - Formato: CD - Gravadora: Mnet         | Lista de faixas 1. Sign 2. 잠에 취해 3. ABRACADABRA (FRAKTAL Voodoo Remix) 4. Sign (Junjaman Remix) 5. 잠에 취해 (Instrumental)                                                     |

### Singles
| Ano  | Título                                | Álbum         |
| ---- | ------------------------------------- | ------------- |
| 2006 | "Come Closer" (다가와서)              | Your Story    |
| 2006 | "Hold The Line" (feat. Cho PD)        | Your Story    |
| 2007 | "I Got Fooled By You" (너에게 속았다) | Leave Ms. Kim |
| 2008 | "L.O.V.E"                             | With Love     |
| 2008 | "How come" (어쩌다)                   | My Style      |
| 2008 | "My Style"                            | My Style      |
| 2009 | "Abracadabra"                         | Sound G       |
| 2009 | "Sign"                                | Sound G       |
| 2011 | "Hot Shot"                            | Sixth Sense   |
| 2011 | "Sixth Sense"                         | Sixth Sense   |
| 2011 | "Cleansing Cream"                     | Sixth Sense   |
| 2012 | "A Midsummer's Night Dream"           | The Original  |
| 2012 | "Come With Me"                        | The Original  |
| 2015 | "Brave New World"                     | BASIC         |
| 2015 | "Warm Hole"                           | BASIC         |
| 2019 | "Abandoned"                           | Re_vive       |
| 2019 | "Wonder Woman"                        | Re_vive       |